# چارلز دلینی
چارلز دلینی (انگلیسی: Charles Delaney; ۹ اوت ۱۸۹۲ – ۳۱ اوت ۱۹۵۹) بازیگر اهل ایالات متحده آمریکا بود.

## فیلم‌شناسی
- شکارچیان شوهر (۱۹۲۷)
- شوگرل (۱۹۲۸)
- سیرک هوایی (۱۹۲۸)
- دست‌نیافتنی (۱۹۲۹)
- فساد (۱۹۳۲)
- بیتنیک‌ها (۱۹۶۰)